# Alexandra Herasimenjová
Alexandra Herasimenjová (bělorusky Аляксандра Віктараўна Герасіменя; * 31. prosince 1985, Minsk, Běloruská sovětská socialistická republika) je bývalá běloruská plavkyně. Na olympijských hrách 2012 v Londýně získala stříbrné medaile v závodech na 50 a 100 metrů volným způsobem. Je též mistryní světa z roku 2011 na 100 metrů volný způsob. V Bělorusku vedla organizaci, která pomáhá perzekvovaným běloruským sportovcům. Po zpochybněných prezidentských volbách v srpnu 2020 odešla z Běloruska na Ukrajinu. Den po ruské invazi na Ukrajinu 24. února 2022 se s rodinou přemístila do Varšavy.